# Sint-Jan-de-Doperkerk (Bolbeek)

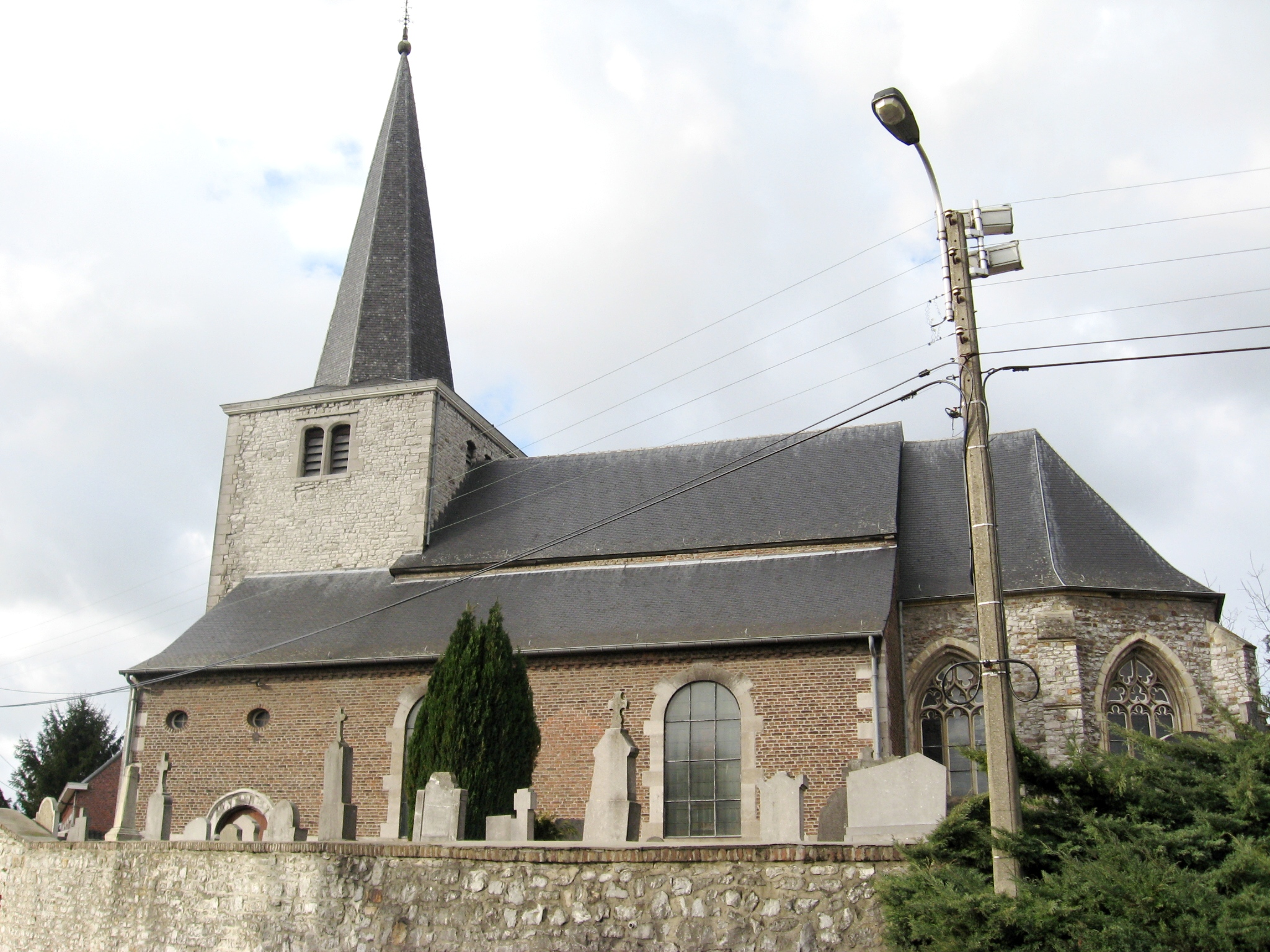
Sint-Jan-de-Doperkerk

De Sint-Jan-de-Doperkerk (Frans: Église Saint-Jean-Baptiste) is een kerkgebouw te Bolbeek.
Reeds in de 12e eeuw was er sprake van een kerk in deze plaats. Het is een van de oudste kerken van het Graafschap Dalhem.
De kerk heeft een toren, gebouwd in natuurstenen blokken (14e en 15e eeuw). Het gotisch koor, gebouwd in kalkstenen en zandstenen blokken, is 16e-eeuws. Het bakstenen schip op een natuurstenen plint is van 1753. Het gotisch portaaltje werd in 1571 aangebracht.
In 1936 werd de kerk geklasseerd als monument.